# Roger Comtois
Pour les articles homonymes, voir Comtois.
Roger Comtois, né en 1921 et mort le 7 février 2013, est un notaire et professeur québécois.

## Biographie
Il obtient une licence de droit de l'Université de Montréal en 1946 puis un doctorat en 1964 à l'Université d'Ottawa, ayant soutenu sa thèse sur la communauté de biens.
Il devient par la suite professeur à la Faculté de droit de l'Université de Montréal, où il enseigne jusqu'en 1984. Il y occupe, entre autres, le poste de Secrétaire de la Faculté puis, entre 1976 et 1980, celui de doyen.
Me Comtois a été Directeur de la Revue du notariat entre 1955 et 1998.

## Distinctions
- 1970 : Membre de la Société royale du Canada
- 1983 :  Officier de l'Ordre du Canada[1]
- 1984 : Professeur émérite de l'Université de Montréal
- 2012 : Récipiendaire de la Médaille du Jubilé de Diamant de la Reine Élisabeth II